# Offshore-Windpark Albatros

Lage von Albatros innerhalb der Windparks in der Deutschen Bucht

Der Offshore-Windpark Albatros ist ein Offshore-Windpark in der deutschen Ausschließlichen Wirtschaftszone (AWZ) in der Nordsee über 100 Kilometer nördlich der ostfriesischen Küste, der im Januar 2020 in Betrieb gegangen ist. Der Windpark befindet sich im Eigentum von EnBW Energie Baden-Württemberg und dem kanadischen Energieunternehmen Enbridge und verfügt über eine installierte Leistung von 112 MW. Hierzu wurden 16 Windkraftanlagen des Typs Siemens SWT-7.0-154 mit einer Nennleistung von jeweils 7 MW errichtet.

## Planung
Entwickelt wurde der Windpark Albatros von der Norderland/Northern Energy Unternehmensgruppe. Dieser Unternehmensverbund hatte seinen Sitz in Aurich und war auf die Projektentwicklung im Bereich der erneuerbaren Energien mit Schwerpunkt Offshore-Windenergie spezialisiert. Das Unternehmen war auch maßgeblich an der Genehmigung und der Umsetzung der Projekte Offshore-Windpark Global Tech I und Offshore-Windpark Merkur in der Nordsee beteiligt. Der Windpark befindet sich in der südöstlichen Nordsee, innerhalb der deutschen AWZ, nördlich der Insel Borkum und westlich von Helgoland in Nachbarschaft von Global Tech I und Hohe See. Der Abstand zu Helgoland und Borkum beträgt jeweils etwa 105 Kilometer. Der Windpark erstreckt sich über eine Fläche von 39 km².
Auf Antrag vom 6. November 2007 erteilte das Bundesamt für Seeschifffahrt und Hydrographie (BSH) am 17. August 2011 der Northern Energy OWP Albatros GmbH, eine von 14 Projektgesellschaften der Unternehmensgruppe Northern Energy, die Genehmigung zur Errichtung und dem Betrieb des Windparks mit 79 Windenergieanlagen. Das Eigentum an den Projektgesellschaften wurde 2011/2012 an zwei Holdinggesellschaften im Eigentum der österreichischen STRABAG SE und der Northern Energy (Erste und Zweite Nordsee-Offshore-Holding) übertragen.
Im Dezember 2014 gab EnBW bekannt, das Projekt zu übernehmen. Nachdem der Windpark bis November 2015 bei der Verteilung von freier Anschlusskapazität an den Konverter-Plattformen „BorWin beta“ und „BorWin gamma“ durch das BSH anstelle der beantragten 316 MW insgesamt lediglich 116,8 MW zugeteilt wurden, beschloss EnBW, den Windpark zu verkleinern und als Erweiterung des Offshore-Windparks Hohe See zu errichten. Die Verkleinerung auf 16 Windenergieanlagen machte eine Änderung des 2011 genehmigten Windparks erforderlich. Am 23. Dezember 2016 erteilte das BSH die erforderliche Plangenehmigung auf Grundlage der Seeanlagenverordnung. Um Albatros im Anschluss an Hohe See bauen zu können, war außerdem eine Anordnung zur Verlängerung der Errichtungsfrist erforderlich.
Der Windpark wurde im Januar 2020 offiziell in Betrieb genommen.

## Technik
Ursprünglich sollten 79 Windenergieanlagen der 5- bis 7-MW-Klasse errichtet werden. Die geplante Nabenhöhe lag zwischen 90 und 94 Metern, der Durchmesser der Rotoren sollte mehr als 120 Meter betragen. Der Windpark sollte zudem Testfeld werden: Zehn der 79 genehmigten WEA sollten in der Planung von 2011 auf sogenannten Schwerkraftfundamenten aufgestellt werden, die keine tiefen Gründungen erfordern.
Nach der Umplanung durch EnBW stehen im Windpark 16 getriebelose Offshore-Turbinen SWT-7.0-154 von Siemens Wind Power mit 7 MW auf Monopiles und ohne Testfeld.

## Netzanbindung

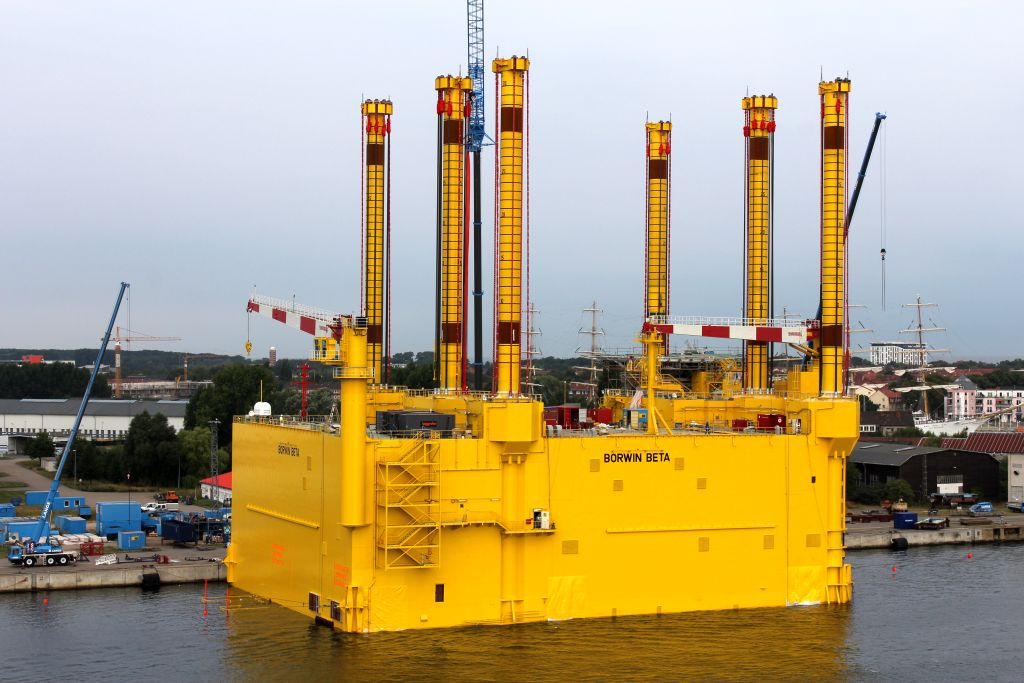
Konverterplattform BorWin beta in der Nordic Yards Warnemünde 2013

Es wurden zum ersten Mal in einem deutschen Windpark die Offshore Transformer Module (OTM) von Siemens anstatt einer üblicher Umspannplattform eingesetzt, die durch Gewichtsreduzierung Kosteneinsparungen bei der Errichtung erreicht.
Die Windenergieanlagen sind über Mittelspannungskabel mit einer Umspannplattform im Windpark verbunden, die den Dreiphasenwechselstrom (Drehstrom) von 33 kV auf Hochspannung von 155 kV transformiert. Von dort aus wird der Strom mittels einer Seekabel-Verbindung an das Offshore-HGÜ-System BorWin2 des Übertragungsnetzbetreibers Tennet TSO geleitet. An die Konverterplattform BorWin beta schließen auch die Offshore-Windparks Veja Mate und Deutsche Bucht an. Nach Umwandlung in Gleichstrom erfolgt die Übertragung über 200 km (davon 125 km Seekabel und 75 km Erdkabel) zur Konverterstation Diele bei Diele (Weener). Das Offshore-HGÜ-System BorWin2 wurde von Siemens Energy geliefert, ist für 800 MW Anschlussleistung ausgelegt und ging 2015 in Betrieb.

## Betrieb
Für die ersten fünf Jahre des Betriebs übernimmt zunächst Siemens Gamesa für EnBW die Wartung. Dabei setzen Siemens Gamesa und EnBW ein Spezialschiff ein. Die Bibby Wavemaster Horizon bietet Platz für eine sechzigköpfige Mannschaft, darunter bis zu 40 Techniker, und kann bis zu einem Monat im Windpark unterwegs sein, bevor sie wieder den Heimathafen Emden anlaufen muss. Zur Ausstattung für die Belegschaft zählen unter anderem ein Fitnessstudio, eine Bordkantine, ein Kino und ein Bordhospital. Um einen möglichst einfachen Übergang vom Schiff auf die Plattformen der Windenergieanlagen zu ermöglichen, verfügt das Schiff über eine höhenverstellbare, ausfahrbare Gangway. Die Gangway wird über einen Fahrstuhl, dessen Ausstiegshöhe stufenlos zwischen 9,5 und 28,5 m Höhe verstellbar ist, betreten. Außerdem verfügt das Schiff über einen Spezialkran, dessen Steuerung die Bewegungen des Schiffs automatisch ausgleicht. Ersatzteile können auf Paletten auf dem Vordeck des Schiffs gelagert werden. Die Dienstgeschwindigkeit des Schiffs beträgt 13,8 Knoten (ca. 25 km/h).
Das Schiff wurde im Oktober 2019 in Hamburg offiziell in Betrieb gestellt.